# Микрополосковая линия

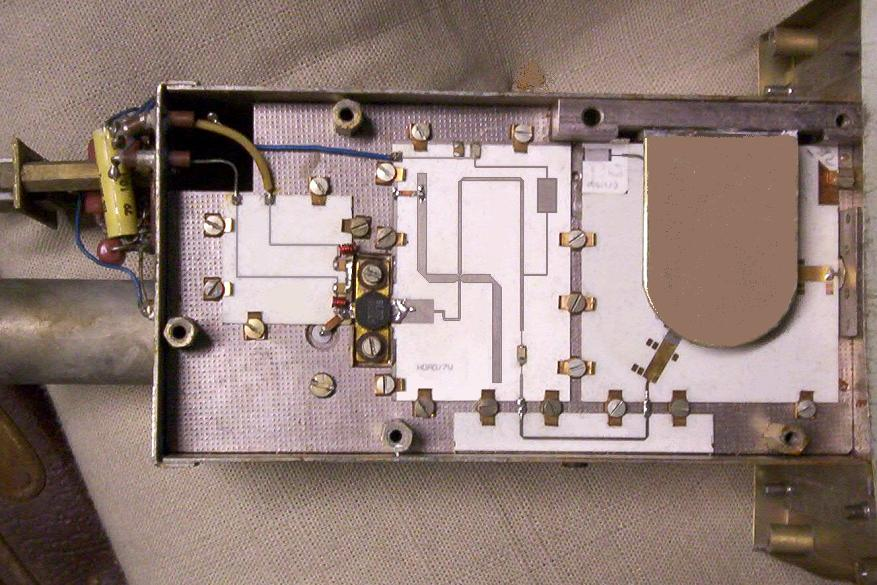
Циркулятор — устройство СВЧ, выполненное с использованием полосковой технологии

Микрополосковая линия — миниатюрная полосковая линия передачи,
для передачи электромагнитных волн в воздушной или, как правило, в
диэлектрической среде, вдоль двух или нескольких проводников, имеющих форму тонких полосок и пластин.
Линии получили название микрополосковые, т. к. в результате высокой диэлектрической проницаемости подложки её толщина и поперечные размеры полосы много меньше длины волны в свободном пространстве. 
В микрополосковой линии распространяется волна квази-ТЕМ и силовые линии электрического поля проходят не только в диэлектрике, но и вне его.
Основным достоинством микрополосковой линии и различных устройств на её основе считается возможность автоматизации производства с применением технологий изготовления печатных плат, гибридных и плёночных интегральных микросхем. Основной недостаток, ограничивающий применение, — возможность применения только при малых и средних уровнях мощности СВЧ колебаний.

## Основные параметры

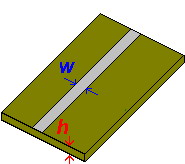
микрополосковая линия

### Волновое сопротивление
{\displaystyle Z_{\text{Bf}}} — волновое сопротивление c учётом частотной дисперсии
{\displaystyle Z_{\text{Bf}}=Z_{\text{Bs}}-{\frac {Z_{\text{Bs}}-Z_{\text{B}}}{1+G(f/f_{\text{p}})^{2}}}}
где
{\displaystyle Z_{\text{Bs}}} — волновое сопротивление симметричной полосковой линии шириной {\displaystyle w} и высотой {\displaystyle 2h};
{\displaystyle f_{\text{p}}=0,3976Z_{\text{B}}/h}, в ГГц;
{\displaystyle h} — высота подложки; f в ГГц, а h в мм;
{\displaystyle G=\left({\frac {Z_{\text{B}}-5}{60}}\right)^{1/2}+0{,}004Z_{\text{B}}}
{\displaystyle Z_{\text{B}}} — волновое сопротивление без учёта дисперсии;
{\displaystyle Z_{\text{B}}}, приблизительно, с точностью до 2%, можно определить по формуле
{\displaystyle Z_{\text{B}}=\,\!{\begin{cases}{\frac {B_{\text{k}}}{2\pi }}\ln \left({\frac {8h}{w_{\text{eff}}}}+0,25{\frac {w_{\text{eff}}}{h}}\right),{\frac {w_{\text{eff}}}{h}}\leq 1\\B_{\text{k}}\left({\frac {w_{\text{eff}}}{h}}+1{,}393+0{,}667\ln \left({\frac {w_{\text{eff}}}{h}}+1{,}444\right)\right)^{-1},{\frac {w_{\text{eff}}}{h}}\geq 1\end{cases}},B_{\text{k}}={\frac {z_{0}}{\sqrt {\varepsilon _{ref(t,f)}}}}}
где
{\displaystyle \varepsilon _{reff}=\varepsilon _{r}-{\frac {\varepsilon _{r}-\varepsilon _{reft}}{1+G(f/f_{\text{p}})^{2}}}} — эффективная диэлектрическая проницаемость с учётом частотной дисперсии
где
{\displaystyle f}, {\displaystyle f_{p}}, {\displaystyle G} см. выше
{\displaystyle \varepsilon _{reft}} — эффективная диэлектрическая проницаемость с учётом толщины проводника
{\displaystyle \varepsilon _{reft}=\,\!{\begin{cases}\varepsilon _{ref},{\frac {t}{h}}\leq 0,005\\\varepsilon _{ref}-{\frac {(\varepsilon _{r}-1)t/h}{4,6{\sqrt {w/h}}}},{\frac {t}{h}}>0,005\end{cases}}}
{\displaystyle \varepsilon _{ref}} — эффективная диэлектрическая проницаемость.
{\displaystyle \varepsilon _{ref}=\,\!{\begin{cases}{\frac {\varepsilon _{r}+1}{2}}+{\frac {\varepsilon _{r}-1}{2}}\left(1+{\frac {12h}{w}}\right)^{-1/2},{\frac {w}{h}}\geq 1\\{\frac {\varepsilon _{r}+1}{2}}+{\frac {\varepsilon _{r}-1}{2}}\left(\left(1+{\frac {12h}{w}}\right)^{-1/2}+0,041\left(1-{\frac {w}{h}}\right)^{2}\right),{\frac {w}{h}}<1\end{cases}}}
{\displaystyle \varepsilon _{r}} — диэлектрическая проницаемость материала подложки
{\displaystyle z_{0}} — характеристическое сопротивление вакуума
{\displaystyle w_{\text{eff}}} — эффективная ширина проводника
{\displaystyle w_{\text{eff}}=\,\!{\begin{cases}w,(\Delta w=0),{\frac {t}{h}}\leq 0{,}005\\w+\Delta w,{\frac {t}{h}}>0{,}005\end{cases}},{\frac {w_{\text{eff}}}{h}}={\frac {w}{h}}+{\frac {\Delta w}{h}}}
{\displaystyle {\frac {\Delta w}{h}}=\,\!{\begin{cases}A_{\text{k}}\left(1+\ln {\frac {4\pi w}{t}}\right),{\frac {w}{h}}<{\frac {1}{2\pi }}\\A_{\text{k}}\left(1+\ln {\frac {2h}{t}}\right),{\frac {w}{h}}\geq {\frac {1}{2\pi }}\end{cases}},A_{\text{k}}={\frac {1,25t}{\pi h}}}
где {\displaystyle w} — ширина проводника;
{\displaystyle t} — толщина полоски;

### Коэффициент затухания на единицу длины (погонное затухание)
в дБ/м
{\displaystyle \alpha =\alpha _{\partial }+\alpha _{\pi {\text{p}}}}
где
- {\displaystyle \alpha _{\partial }} — потери в диэлектрике[9]

{\displaystyle \alpha _{\partial }={\frac {27,3\varepsilon _{r}}{(\varepsilon _{r}-1)}}{\frac {(\varepsilon _{reff}-1)}{\sqrt {\varepsilon _{reff}}}}{\frac {\operatorname {tg} \delta }{\lambda _{0}}}},
где
{\displaystyle \operatorname {tg} \delta } — тангенс угла потерь диэлектрика;
{\displaystyle \lambda _{0}} — длина волны в свободном пространстве;
- {\displaystyle \alpha _{\pi {\text{p}}}} — потери в проводнике